# マスカラ (アルジェリア)
マスカラ（Mascara）はアルジェリアの都市。アルジェリア北西部に位置し、マスカラ県の県都に定められている。アラビア語ではムアスカル（معسكر、Mu'askar）といい、「軍事基地」を意味する。2008年当時の人口は約150,000人。
19世紀にマスカラはフランスによるアルジェリアの植民地化に抵抗したアブド・アルカーディルの拠点となった。

## 地理
マスカラは地中海から約60km南、アトラス山脈の南麓、ベニ＝ショウグラン山脈とオラン石灰岩台地の中間に位置する。アルジェリアの他の都市とは鉄道・自動車道で接続され、交通の要衝となっている。北東65kmにルリザンヌ、南西90kmにシディ・ベル・アッベス、北西105kmにオラン、南80kmにサイダが位置する。
マスカラはフランスによって建設された北東部の新市街と、北西部の旧市街の2つの区域に分かれている。

## 歴史
1701年に建設されたオスマン帝国の軍事基地がマスカラの町の始まりである。1708年にベイ（知事）のムスタファ・ベン・ユースフに率いられたマスカラの人間はスペインの支配下に置かれていたオランを制圧し、オランからスペイン人を追放したが、1732年にオランはスペインに奪回される。
1832年、アルジェリア独立運動を指導するアブド・アルカーディルはマスカラを本拠地に定める。1835年にマスカラはフランス軍によって破壊され、1841年に町は完全にフランスの統制下に置かれる。
1994年8月18日にマグニチュード5.6の地震が起こり、マスカラでは171人の死者が出た。

## 経済
皮革製品、穀物、オリーブ油の商取引の中心地であり、ワインの製造も活発である。コトー・ド・マスカラ、ドメヌ・エル・ボルジュ、ドメヌ・セラトナ、ドメヌ・マムヌアなどのワインが製造されている。

## 姉妹都市
- ブルサ（トルコ）[5]
- エルケイダー（アメリカ合衆国）
- ティファリティ（サハラ・アラブ民主共和国）

## 主な出身者
- ラフダル・ベルミ - サッカー選手